# Rosário do Ivaí
Rosário do Ivaí é um município brasileiro do estado do Paraná. Cidade conhecida por ser a capital da Uva Niágara, está localizada no Norte Central Paranaense, também faz parte da Região Vale do Ivaí e Metropolitana de Apucarana. Sua população conforme Censo IBGE 2022, é de 5 435 habitantes.

## História
A região em que se encontra o atual município, recebeu seus primeiros habitantes na década de 1920, quando fixaram residência migrantes das cidades de Cândido de Abreu e Reserva. Entre os anos de 1920 e a décadas de 1940, a evolução populacional caracterizou por núcleos dispersos ou pequenas aglomerações de residências e seus habitantes de praticavam a caça, a pesca, a agricultura de subsistência e a criação de porcos.
Na década de 1960, a agricultura local já possuía áreas substanciais do cultivo do arroz, feijão e milho com características de plantações para transações comerciais, e não apenas de subsistência, aonde a produção era transportada por caminhões para a cidade de Ponta Grossa. É neste período que a localidade começa a receber uma infraestrutura básica, com abertura de ruas e o início de funcionamento de casas comerciais, como farmácias, açougue, hotel e armazém de secos e molhados, tornando-se uma pequena vila.
Em 17 de novembro de 1979, é criado o distrito de Rosário, subordinado ao município de Grandes Rios e em 30 de outubro de 1986, é elevado a categoria de município com o nome de Rosário. Somente em 1987, o município foi renomeado para Rosário do Ivaí.
Existem duas teorias para o nome da cidade, sendo que uma refere-se a religiosidade do primeiro prefeito de Grandes Rios, João Leandro Barbosa, e a outra teoria tem como base a abundância da monocotiledônea em lagos e córregos da região, cujos frutos eram usados como contas de rosário pelos fiéis católicos.

## Lista de ex-prefeitos
- José Augusto Barbosa, 1989-1992
- Carlos Roberto Wosiack,1993-1996
- Arildo Brito Simões, 1997-2000
- Alcione Wosiack, 2001-2004
- Celso Antunes Ribeiro, 2005-2008
- Orlando Alves de Almeida, 2009-2012
- Ademar Alves da Silva, 2013-2016
- Ilton Shiguemi Kuroda, 2017-2020
- Ilton Shiguemi Kuroda, 2021-2024

## Tecnologia e comunicação
O município de Rosário do Ivaí é abrangido pelo sinal de duas antenas de emissoras do Brasil e do Paraná, são elas:
- Rede Globo: RPC TV Cultura de Maringá
- SBT: Rede Massa TV Tibagi de Apucarana

## Geografia
Possui uma área é de 371,250 km² e localiza-se a uma latitude 24°16'40" sul e a uma longitude 51°16'30" oeste. Está a uma altitude de 675 m. 

### Relevo
O Município caracteriza-se por um relevo bastante acidentado, em que aproximadamente 50% da área está sob as fases do relevo forte ondulado e montanhoso, 29% esta sob relevo suave ondulado e 21% sob relevo ondulado.

### Clima
O clima do Município de Rosário do Ivaí caracteriza-se por apresentar uma temperatura média anual de 19,5º C e de 18,5º C em área de maior altitude. Os meses mais frios são Junho e Julho com temperatura média de 15,5º C, enquanto os meses mais quentes são Dezembro e Janeiro com temperatura média anual de 23,5º C. A precipitação média anual é de 1750 mm; a classificação climática de Köppen é Cfa, ou seja, clima mesotérmico úmido, sem estação seca e com verões quentes.

### Altitude
A altitude varia de 500 metros próximos ao Rio Alonso, até 1000 metros no ponto mais alto na Serra dos Porongos. Altitude média: 675 metros.

### Solos
Os solos predominantes no Município são os lipódicos (+ou- 60% da área do Município) e os solos podzólicos (+ ou – 30% da área do Município). As demais áreas são ocupadas por associação de solos entre os anteriormente citados e entre estes e os Latossolos.

### Hidrografia
O Município é delimitado a Nordeste pelo Rio Alonso e possui em seu interior inúmeros rios, podendo ser citados os Rio Limeira, Ribeirão da Escrita, Rio Água Amarela, Rio Campineiro, Rio Sete Quedas entre outros.

## Rodovias
A principal Rodovia é a José Miguel Lino, no trecho entre Rosário do Ivaí e Grandes Rios, que foi criada a partir de acordo com a Lei Estadual 9.083 de 27 de setembro 1989, sendo pavimentado o trecho de 18,2 Km. A mesma Rodovia PR-082 faz entroncamento com a PR-535 Rodovia Ary Borba Carneiro que liga ao Município de Rio Branco do Ivaí. Em 2018, foi inaugurada uma ponte no Rio do Peixe na região chamada de "Ilha", fazendo ligação do município com o distrito Vista Alegre (Ortigueira), localidade próxima a BR-376, que é caminho para a cidade de Curitiba, capital do estado.

## Administração
- Prefeito: Anízio Cesar Lino Silva (2025/2028)
- Vice-prefeito: Valdecir Garcia Marques (2025/2028)